# Kurucahöyük, Birecik
Kurucahöyük là một xã thuộc huyện Birecik, tỉnh Şanlıurfa, Thổ Nhĩ Kỳ. Dân số thời điểm năm 2011 là 529 người.